# Billy-lès-Chanceaux
 Billy-lès-Chanceaux  es una población y comuna francesa, en la región de Borgoña, departamento de Côte-d'Or, en el distrito de Montbard y cantón de Baigneux-les-Juifs.

## Demografía
| 146 | 117 | 76 | 71 | 76 | 74 |
| Para los censos de 1962 a 1999 la población legal corresponde a la población sin duplicidades (Fuente: INSEE [Consultar]) |     |    |    |    |    |